# NGC 268
NGC 268 este o galaxie spirală barată situată în constelația Balena. A fost descoperită în 22 noiembrie 1785 de către William Herschel. De asemenea, a fost observată încă o dată în 2 ianuarie 1827 de către John Herschel.